# Bačvice (Travnik, BiH)
Bačvice  je naseljeno mjesto u općini Travnik, Federacija Bosne i Hercegovine, BiH.
Nalazi se zapadno od općinskog središta i južno od Turbeta.

## Stanovništvo

### 1991.
Nacionalni sastav stanovništva 1991. godine, bio je sljedeći:
ukupno: 747
- Muslimani - 616
- Srbi - 107
- Hrvati - 1
- Jugoslaveni - 15
- ostali, neopredijeljeni i nepoznato - 8

### 2013.
Nacionalni sastav stanovništva 2013. godine, bio je sljedeći:
ukupno: 574
- Bošnjaci - 569
- Hrvati - 2
- ostali, neopredijeljeni i nepoznato - 3